# Raphael p'Mony Wokorach
Raphael p'Mony Wokorach (Ojigo, 21 gennaio 1961) è un arcivescovo cattolico ugandese, dal 22 marzo 2024 arcivescovo metropolita di Gulu.

## Biografia
È nato a Ojigo il 21 gennaio 1961.

### Formazione e ministero sacerdotale
Dopo gli studi presso il St. Charles Lwanga College di Koboko ha frequentato il seminario minore di Arua ed in seguito è entrato nell'istituto dei missionari comboniani del Cuore di Gesù, emettendo i voti perpetui il 12 ottobre 1992. Ha compiuto gli studi filosofici presso l'Uganda Martyrs National Major Seminary Alokolum e quelli teologici al Tangaza University College di Nairobi.
Dopo essere stato ordinato presbitero il 25 settembre 1993 dall'arcivescovo Martin Luluga, ha ricoperto diversi incarichi, tra i quali quello di formatore presso il teologato internazionale comboniano, docente al Tangaza University College e missionario nella Repubblica Democratica del Congo. Inoltre è stato missionario a Nairobi, in Kenya, in Togo, e a Chicago, negli Stati Uniti d'America. 
Dal 2018 al 2021 è stato commissario pontificio della sua congregazione, con sede a Nairobi.

### Ministero episcopale
Il 31 marzo 2021 papa Francesco lo ha nominato vescovo di Nebbi. Ha ricevuto l'ordinazione episcopale il 14 agosto successivo, nella cattedrale del Cuore Immacolato di Maria di Nebbi, da John Baptist Odama, arcivescovo metropolita di Gulu, co-consacranti l'arcivescovo Luigi Bianco, nunzio apostolico in Uganda, Giuseppe Filippi, vescovo di Kotido  e Sanctus Lino Wanok, vescovo di Lira.
Il 22 marzo 2024 papa Francesco lo ha promosso arcivescovo metropolita di Gulu. Il 12 luglio successivo ha preso possesso dell'arcidiocesi.

## Genealogia episcopale e successione apostolica
La genealogia episcopale è:
- Cardinale Scipione Rebiba
- Cardinale Giulio Antonio Santori
- Cardinale Girolamo Bernerio, O.P.
- Arcivescovo Galeazzo Sanvitale
- Cardinale Ludovico Ludovisi
- Cardinale Luigi Caetani
- Cardinale Ulderico Carpegna
- Cardinale Paluzzo Paluzzi Altieri degli Albertoni
- Papa Benedetto XIII
- Papa Benedetto XIV
- Papa Clemente XIII
- Cardinale Bernardino Giraud
- Cardinale Alessandro Mattei
- Cardinale Pietro Francesco Galleffi
- Cardinale Giacomo Filippo Fransoni
- Cardinale Carlo Sacconi
- Cardinale Edward Henry Howard
- Cardinale Mariano Rampolla del Tindaro
- Cardinale Rafael Merry del Val
- Cardinale Arthur Hinsley
- Arcivescovo David Mathew
- Cardinale Laurean Rugambwa
- Cardinale Emmanuel Kiwanuka Nsubuga
- Cardinale Emmanuel Wamala
- Arcivescovo John Baptist Odama
- Arcivescovo Raphael p'Mony Wokorach, M.C.C.I.

La successione apostolica è:
- Vescovo Constantine Rupiny (2025)